# 俞峰
俞峰（1964年7月—），男，中国指挥家，曾任中央歌剧院院长、艺术总监、首席指挥、中央音乐学院院长、中国指挥学会会长。

## 生平
1964年俞峰出生于宁波，1985年本科就读于中央音乐学院指挥系，师从徐新。他提前一年毕业，保送研究生，师从郑小瑛，1991年毕业。1994年，获德国DAAD奖学金进入柏林汉斯·艾斯勒音乐学院读书，师从汉斯·迪特·鲍姆，1996年毕业。
俞峰曾指挥过柏林交响乐团、中国交响乐团、中国爱乐乐团等国内外交响乐团。1990年开始成为中国青年交响乐团首席指挥，并多次受邀出国。

## 荣誉

### 奖项
俞峰曾获得的奖项包括：
- 1991年12月：葡萄牙国际青年指挥家比赛第一名
- 1993年：北京市高校青年骨干教师
- 1994年：国家教委霍英东教育基金会全国高校青年教师一等奖、金质奖章
- 1996年：国务院政府特殊津贴
- 1998年4月：首都五一劳动奖
- 1998年：首都高校青年学科带头人
- 1998年：宝钢教育一等奖

### 外国勋章奖章
- 意大利之星军官勋章（義大利語：Ordine della Stella d'Italia）（意大利，2021年12月2日公布[5]，2023年11月13日于北京颁发[6]）